# Sandy Berger
Samuel Richard "Sandy" Berger (28 de octubre de 1945-2 de diciembre de 2015) fue un abogado estadounidense. Fue Consejero de Seguridad Nacional del Presidente Bill Clinton entre 1997 y 2001.

## Primeros años
Nacido en Millerton, Nueva York, se graduó en 1967 por la Universidad de Cornell, y se doctoró en Derecho en 1971 por la Universidad de Harvard. Crítico de la guerra de Vietnam, en 1972 trabajó para la campaña presidencial del senador George McGovern. Entonces conoció por primera vez a Bill Clinton, como otro joven abogado que participaba en la campaña de McGovern, entablando una amistad duradera.
En los 70 fue asistente especial del alcalde John Lindsay, de Nueva York; y asistente legislativo del Congresista Joseph Resnick, de Nueva York, y del senador Harold Hughes, de Iowa. Entre 1977 y 1980 fue Adjunto al Director de Planificación Política del Departamento de Estado, Anthony Lake.
Tras abandonar el Departamento de Estado, trabajó como abogado para Hogan & Hartson, una de las firmas jurídicas más antiguas de Washington D. C., abriendo sus primeras oficinas en Londres y Bruselas, y contribuyendo a la expansión internacional de sus servicios legales. También sirvió como lobista para la oficina comercial del gobierno chino en Washington D. C.

## Consejero de Seguridad Nacional (1997-2001)
En 1988 recomendó sin éxito a Bill Clinton que se presentara a la Presidencia. Cuando se presentó en 1992, Clinton tuvo a Berger como asesor principal de política exterior en su campaña, y tras la victoria electoral fue asistente del director del equipo de transición presidencial. A partir de 1993, Berger sirvió durante cuatro años como número dos del Consejero de Seguridad Nacional Anthony Lake, al que sucedió en el cargo en 1997.
Berger inició una revisión de los principios que guiarían la política exterior del segundo mandato de Clinton. Estos incluían la integración de la Europa del Este con la Europa Occidental, sin generar tensiones con Rusia, y dando un contenido a la idea de Defensa europea; mayor promoción del libre comercio; mejorar la Defensa contra amenazas transnacionales como el terrorismo y el narcotráfico; el aislamiento y contención de Saddam Hussein; y la promoción de una comunidad Asia-Pacífico más fuerte y estable, estimulando la cooperación comercial con China, y eludiendo la confrontación por los derechos humanos. Archivado el 6 de marzo de 2008 en Wayback Machine.

## Espionaje nuclear chino
En 1999, Sandy Berger fue fuertemente criticado por haber fallado a la hora de informar al Presidente Clinton de su conocimiento de que el Gobierno chino había logrado adquirir los diseños de un número de ojivas nucleares estadounidenses. Berger había sido originalmente informado por el Departamento de Energía en abril de 1996, siendo número dos del Consejo de Seguridad Nacional, pero no informó al Presidente hasta julio de 1997.
La mayoría republicana del Congreso reclamó la resignación o destitución de Berger, por haber ignorado las alegaciones de espionaje chino, pero el presidente apoyó a su Consejero de Seguridad Nacional. Berger defendió su actuación: "Pedí al Departamento de Energía que profundizara e intensificara sus investigaciones. En unas cuantas semanas, el FBI abrió una completa investigación del principal sospechoso. Así que tomé las acciones que consideré apropiadas. Recibo una gran cantidad de información sobre amenazas cada día. Tengo que tomar una decisión sobre cual informo al Presidente y sobre cual no. En 1997, cuando esto era ya un problema sistémico, pensé que era esencial que el Presidente lo supiera."

## Guerra de Kosovo (1999)
Berger, junto con diversos jefes de la inteligencia, se mostró extremadamente cauto a la hora de apoyar una intervención militar aliada en la frontera entre Serbia y Albania, donde las fuerzas serbias masacraban a la población civil albano-kosovar. Frente a la determinación de la Secretaria de Estado Madeleine Albright para iniciar la estrategia de bombardeos, Berger asumió una posición vacilante e indecisa, menos interesada en los derechos humanos, advirtiendo al Presidente Clinton sobre las implicaciones geopolíticas que pudieran tener las acciones. (enlace roto disponible en Internet Archive; véase el historial, la primera versión y la última).
Berger temía que la autonomía de Kosovo pudiera desencadenar, por efecto dominó, una cascada de secesiones que desorganizasen la geografía política de la región, reactivasen, en el seno de la Alianza Atlántica, el viejo antagonismo entre Grecia y Turquía, y pusieran en peligro los intereses geopolíticos de EE. UU. en Europa y Oriente Medio. También compartía con los aliados europeos la inquietud por el desarrollo de un nuevo foco de inestabilidad en el corazón de Europa, y una repetición de la historia de Bosnia. En contra de la voluntad del Departamento de Estado, las precauciones del Consejo de Seguridad Nacional retrasaron dos meses el inicio de la intervención aérea dirigida por la OTAN.

## Extracción de material clasificado
El 19 de julio de 2004, tres años y medio después de haber dejado la Casa Blanca, se reveló que el Departamento de Justicia había abierto una investigación sobre Berger, por haberse llevado documentos clasificados vinculados con el terrorismo del Archivo Nacional. Los hechos sucedieron poco antes de tener que presentarse a declarar ante la comisión investigadora sobre los atentados del 11 de septiembre de 2001. La mayoría del material sustraído eran informes sobre la forma en que la Administración Clinton había enfrentado las amenazas de Al Qaeda en 1999.
Berger se declaró culpable de un cargo de remoción desautorizada de documentos clasificados. Admitió haber sacado notas manuscritas colocándolas entre sus ropas, y haber puesto copias de documentos secretos en un portafolio. Sin embargo, dijo haberlo hecho sin darse cuenta. Fue multado con 50 000 dólares, y sentenciado a dos años de libertad condicional, y 100 horas de servicio comunitario.

## Últimos años
Tras abandonar la Casa Blanca en 2001, Berger cofundó la firma Stonebridge International, que ofrece asesoría a compañías que buscan expandirse en países como Brasil, China, India, y Rusia. Forma parte de la junta de asesores de la Partnership for a Secure America, la Brookings Doha Center, y la National Security Network.
En 2004 colaboró en la campaña presidencial del senador John Kerry, como asesor informal para asuntos de política exterior, hasta que dimitió por la controversia desatada por la extracción de material clasificado para testificar ante la Comisión del 11-S.